# 甚目寺

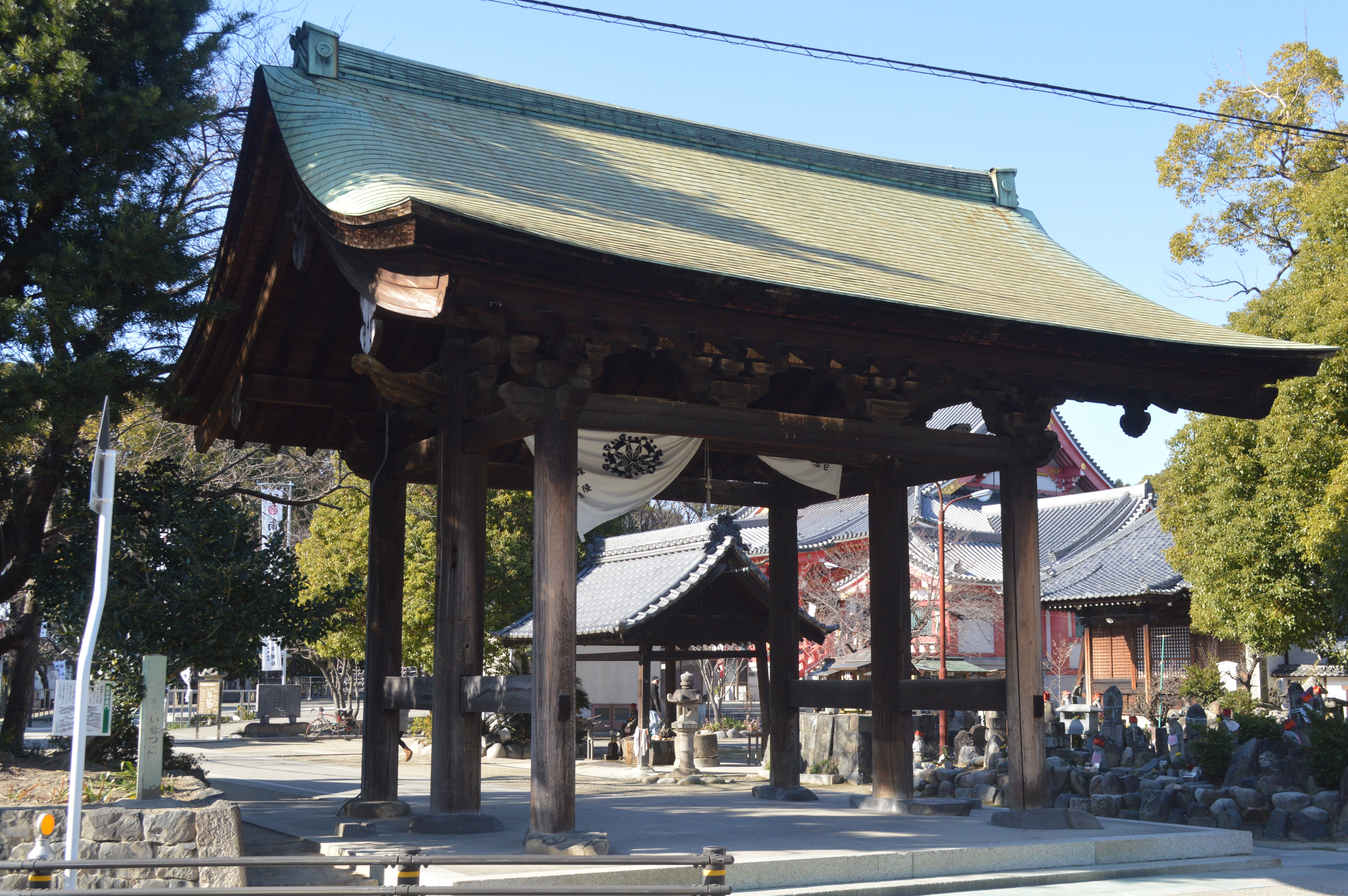
東門

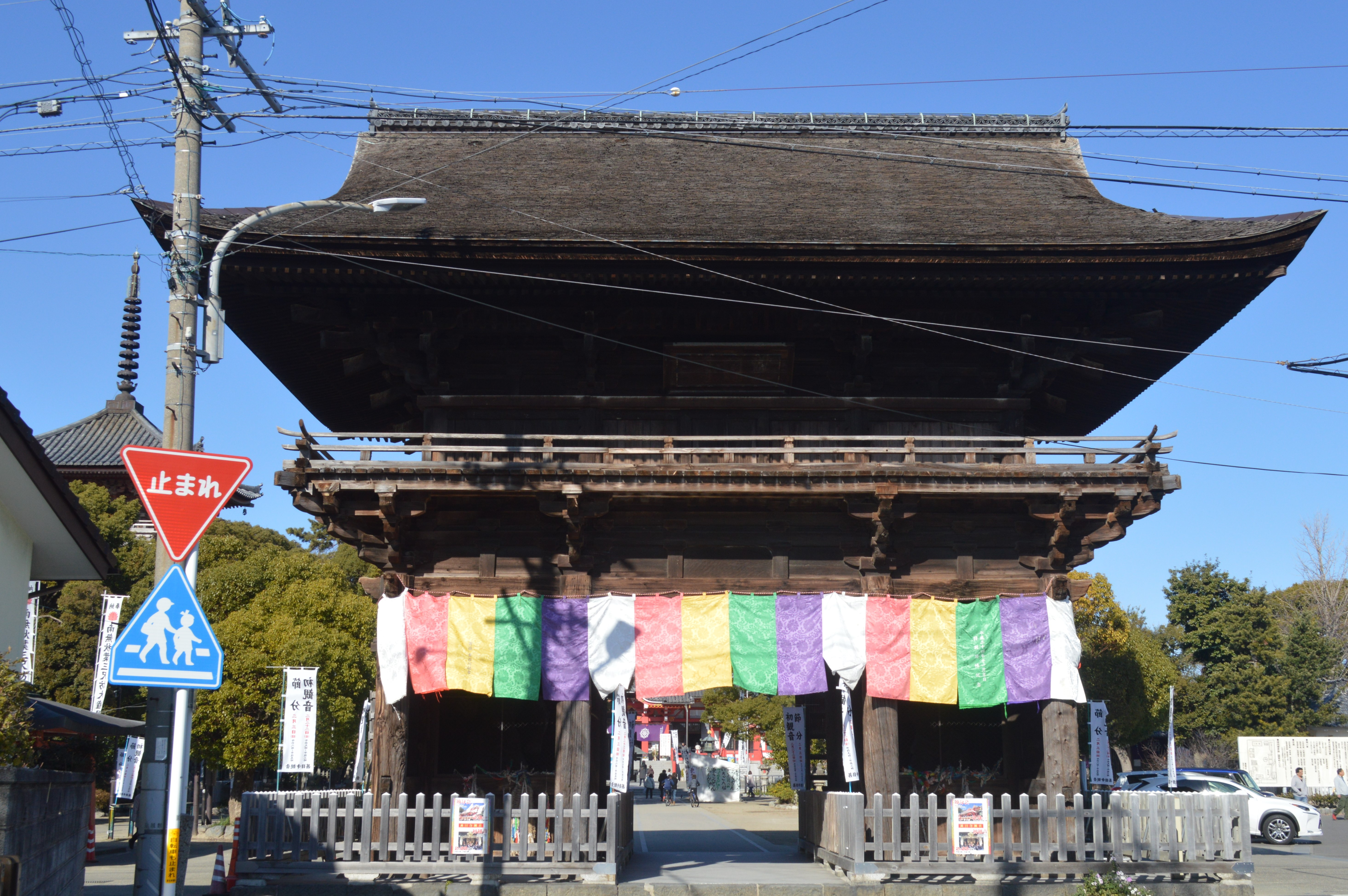
南大門（仁王門）

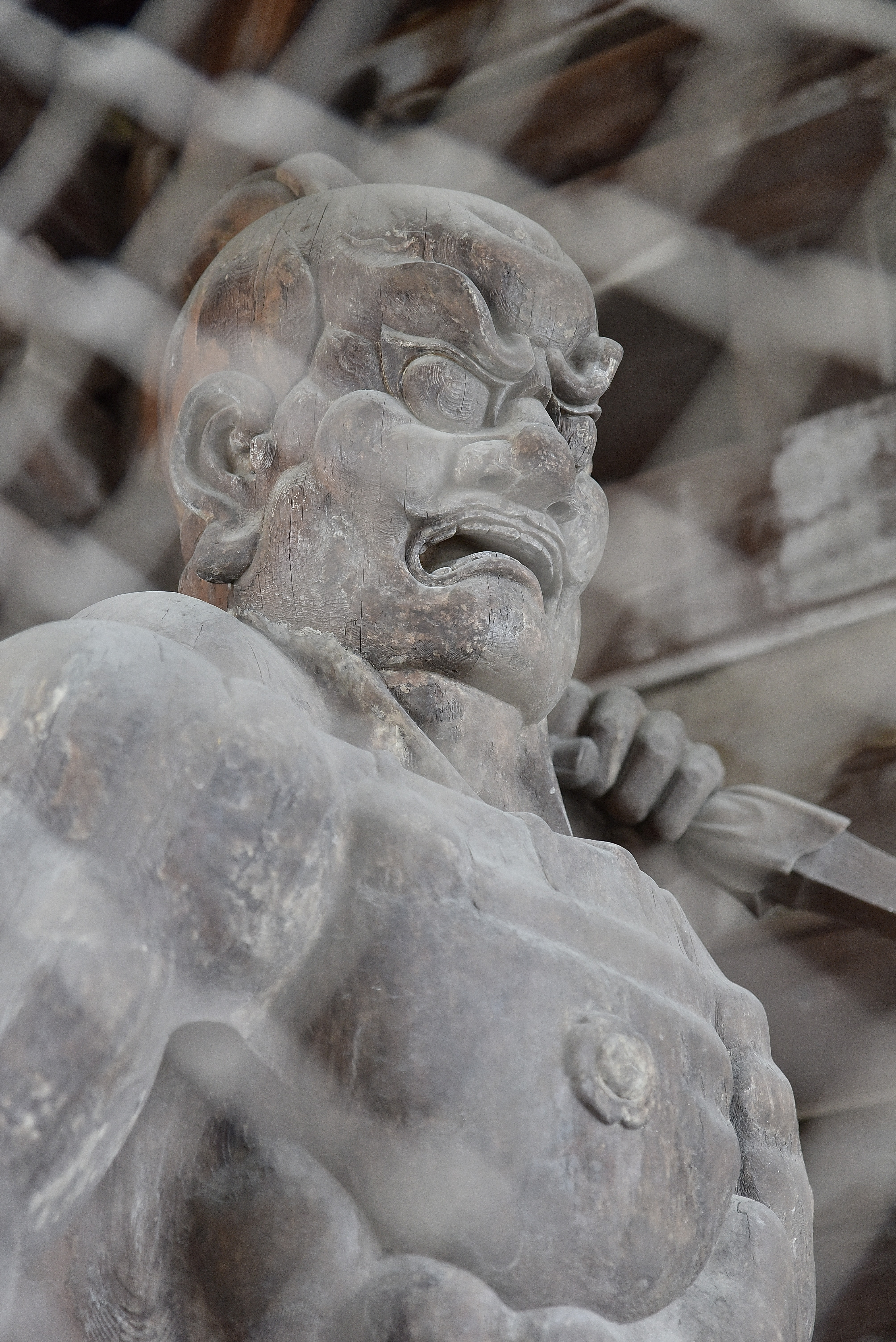
南大門にある福島正則寄進の仁王像

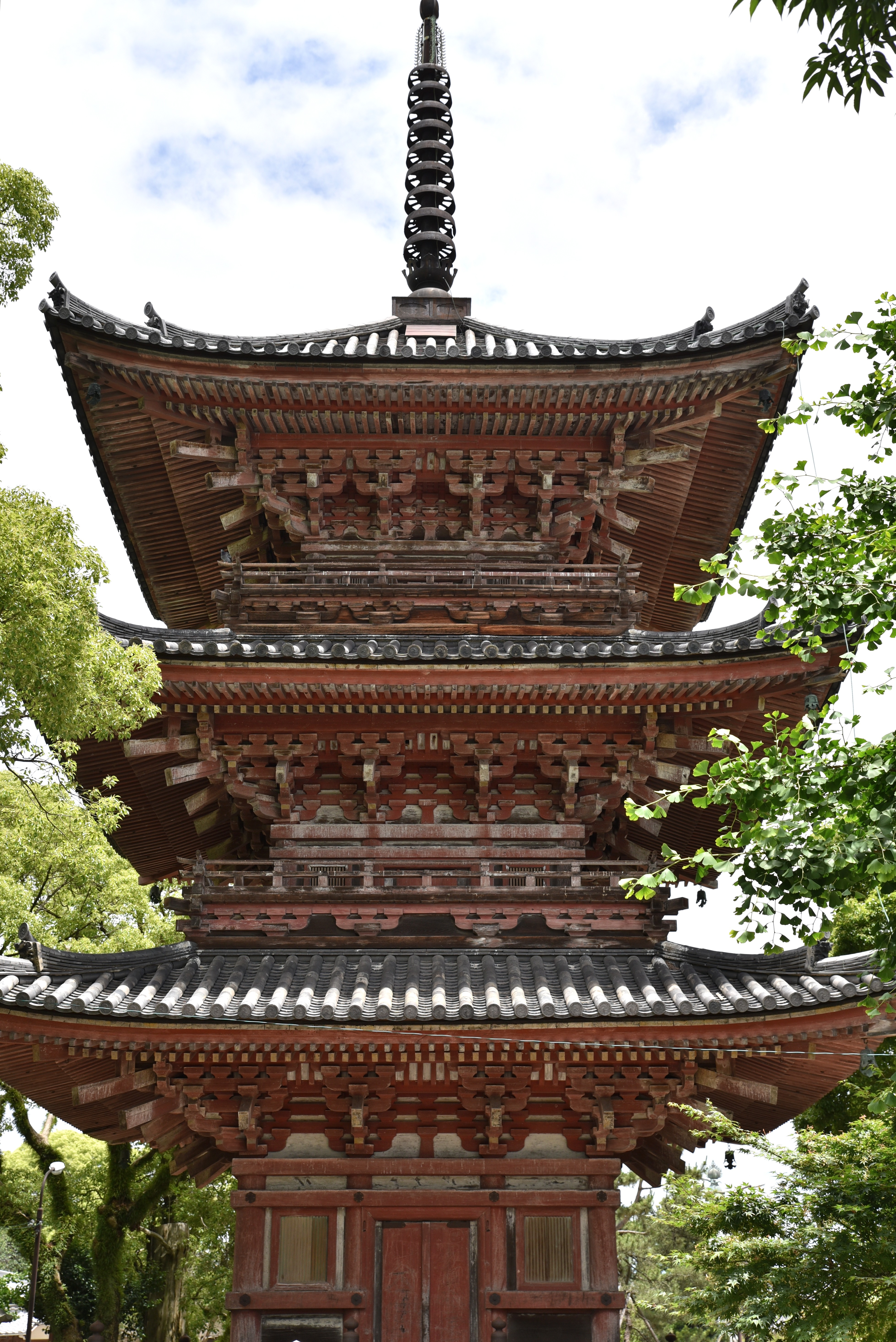
三重塔

甚目寺（じもくじ）は、愛知県あま市（旧・海部郡甚目寺町）にある真言宗智山派の寺院である。山号は鳳凰山。鎮守として、式内社の漆部神社（ぬりべじんじゃ、元、八大明神社）があったが、神仏分離令の後、境内を分けた。所在していた甚目寺町の名は、当寺によっている。

## 概要
通称「甚目寺観音」で、正式名称より通称で呼ばれることが多い。本尊は聖観音。高さ一尺一寸五分の秘仏であり、本堂に安置される十一面観音像（50年に1回開帳の秘仏）の胎内仏である。東海三十六不動尊霊場第五番札所。尾張三十三観音第十六番札所。尾張四観音の一つである。大須観音から見て丁（亥と子の間）の方角にあり、丁壬の方角が恵方にあたる年（丁・壬の年、最近は2007年（平成19年）、2012年（平成24年））の節分は、大変賑わう。

## 歴史
伝承によれば、推古天皇5年（597年）、伊勢国の海人豪族である甚目龍麿（甚目龍麻呂、はだめたつまろ）が漁をしていたところ、当時海であったこの地付近で観音像が網にかかり、その観音像を近くの砂浜に堂を建て安置したのが始まりという。この観音像は、敏達天皇14年（585年）に、物部守屋、中臣勝海の手によって海に投げられた3体の仏像のうち1体（聖観音）といわれている。残りの2体のうち、阿弥陀如来は善光寺、勢至菩薩は安楽寺（太宰府天満宮）にあるという。龍麻呂は、自らの氏をもって「はだめでら」と名づけた寺堂をたてたが、これは、「波陀米泥良」と書いた。「甚目寺」と書くようになったのは、中世からであるらしい。言い伝えでは、創建の経緯は以上の通りだが、実際、その歴史は奈良時代以前に遡ることができる、という仏教考古学者である石田茂作の研究もある。
天智天皇が病気になったとき、甚目寺で祈祷したところ、快癒したという。このことから、甚目寺は、勅願寺となった。鎌倉時代には1山500坊、約3000人の僧がいたと伝わる。戦国時代には、織田信長や徳川家康の保護を受けて繁栄した。その他、豊臣秀吉から160石、徳川義直から300石の寄進があった。

### 沿革
- 597年（推古天皇5年） - 創建。
- 679年（天武天皇7年） - 寺堂が整えられ、鳳凰山の山号を受けた[6]。
- 853年（仁寿3年）8月8日 - 工事で堂宇を建立するが、一時衰退した。
- 1103年（康和5年） - 藤原連長や僧智能、大江重房らの力によって再興された。
- 1124年（天治元年） - 地震で被害を受ける。
- 1126年（大治元年） - 大江為道とその女、長谷部氏が、復興につくした。
- 1196年（建久7年） - 源頼朝の命により、南大門の再建が行われる。
- 1201年（建仁元年） - 聖観上人が勧進、再興した[7]。
- 1586年（天正13年） - 天正地震による被害を受ける。これを復興したとき、大和国長谷寺の伽藍をまねた、という。このとき、本堂を再建し、仁王門の大規模な修繕がなされた。
- 1627年（寛永4年） - 三重塔の再建が行われる。
- 1634年（寛永11年） - 東門の再建が行われる。
- 1644年 （正保年間） - 仁王門の修理が行われる。
- 1873年（明治6年）7月19日 - 本堂が全焼するなどの被害を出した火災が起こる。
- 1875年（明治8年） - 仮の本堂を建築した。
- 1891年（明治24年） - 濃尾地震による造営物の倒壊、破損があった。
- 1992年（平成4年） - 本堂が再建された。

## 境内

### 南大門（仁王門）
- 本堂（甚目寺観音）⑫
- 釈迦堂②

### 東門
- 鐘楼
- 六角堂③
- 十王堂④
- 不動堂➄
- 秋葉堂⑧
- 三重塔⑨
- 弘法堂⑩ - 西網之坊の弘法大師像（壱尺三寸弐分）[8]を祀る。
- 明王堂⑪
- 漆部神社
- 日吉社
- 白山大権現
- 弁財天
- ミニ四国八十八箇所①

### 塔頭
- 性徳院
- 法花院⑦
- 光明院
- 釈迦院 - 愛知県指定有形文化財の掛幅「郭公の図」「蝦蟇の図」、襖絵「夕影山の図」4面（いずれも田中訥言筆、江戸末期、1958年（昭和33年）指定）を所蔵している[9]。
- 大徳院⑥
- 元西網之坊 - 往時は東門の北に350坪の敷地があったが、今は西照寺 (愛西市)に継承されている。

### お守り
①から⑫の堂の参拝捺印をすると本堂でお守りがもらえる。 

## 文化財

### 重要文化財
- 南大門 - 1196年（建久7年）再建。源頼朝の命により梶原景時が奉行となり建立。仁王門ともいい、安置されている仁王（金剛力士）像は1597年（慶長2年）福島正則の寄進による[10]。明治33年指定。
- 三重塔 - 1627年（寛永4年）再建。高さ25m。吉田半十郎の寄進による[11]。昭和28年指定。
- 東門 - 1634年（寛永11年）再建[11]。昭和28年指定。
- 絹本著色不動尊像[12] - 縦158.2cm横85.4cm。平安時代。県内最古の仏教絵画。明治34年指定。東京国立博物館寄託
- 絹本著色仏涅槃図[13] - 縦258cm横237cm。鎌倉時代。明治34年指定。京都国立博物館寄託。
- 木造愛染明王坐像 - 鎌倉時代作。2011年（平成23年）解体修理時に胎内から合子（ごうす）に納められた愛染明王像（木造彩色、鎌倉時代作）が発見された。[14] [15]。平成24年指定。

### 愛知県指定有形文化財
- 木造金剛力士（仁王）像 - 安土桃山時代作[16] [17]。昭和33年指定。
- 梵鐘 - 南北朝時代作、建武四年三月廿日（1337年）の銘がある[18]。昭和40年指定。
- 瑞花双鸞八稜鏡[19] - 平安時代。直径27.3cm厚さ0.5cm。昭和40年指定。

### あま市指定史跡
- 甚目寺境内地

### 焼失した文化財
- 木造観音菩薩立像 - 元重要文化財（国指定）。塔頭の法花院に安置されていたが、2001年（平成13年）の火災で焼失した。[20]

## 主な行事
- 正月初祈祷会（1月1日〜3日）
- 節分会（2月3日）
- 桃十日祭（8月）
- 甚目寺観音てづくり朝市（毎月12日）

## 所在地
- 愛知県あま市甚目寺東門前24番地

## 周辺
- あま市立甚目寺小学校
- あま市甚目寺歴史民俗資料館
- 愛知県道124号西条清須線

## 交通アクセス
- 名鉄津島線 甚目寺駅下車、徒歩で約5分。
- 名古屋第二環状自動車道甚目寺北ICあるいは甚目寺南ICから東へ5分。

## その他
- 1283年（弘安6年）、一遍上人が鎌倉から上洛する途中にこの地を訪れていることから、念仏踊りが行なわれている。
- 福島正則が幼少のときに手習いに通った寺であり、仁王像の奉納などもしている。